# エイモン・ダガン

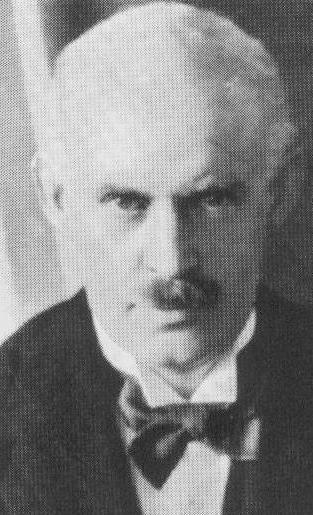
エイモン・ダガン

エイモン・ダガン（Eamonn Duggan、1874年 - 1936年6月6日）は、アイルランドの法律家、政治家。
ミーズ県ロングウッドに生まれた。事務弁護士として働きながら政治に関与するようになった。シン・フェイン党の支持者として1916年のイースター蜂起に参加している。イギリス軍の軍法会議にかけられたダガンは3年の懲役を課せられた。翌1917年、恩赦により出獄すると、再び法律の世界に戻ったが、同時にIRAの役にもついている。
1918年、第1回議会（ドイル・エアラン）議員に南ミース代表として選出された。1920年には再びイギリスにより逮捕され、1921年の休戦まで拘束された。アイルランド暫定政府の渉外担当に任命され、1921年10月には英愛条約締結交渉のためのアイルランド代表の一人に任命された。条約はロンドンのハンス・プレイス22番地で調印された。
条約締結後、ダガンはアイルランド暫定政府の自治大臣、後には国防省政務次官に任命された。1933年の総選挙では落選したが、同年アイルランド自由国の上院（シャナズ・エアラン）議員に任命され、イギリス国王へ忠誠を誓った最後の議員の一人となった。1936年6月6日にダブリン郊外のダン・レアリーで急死した。